# 漆山站 (岐阜縣)

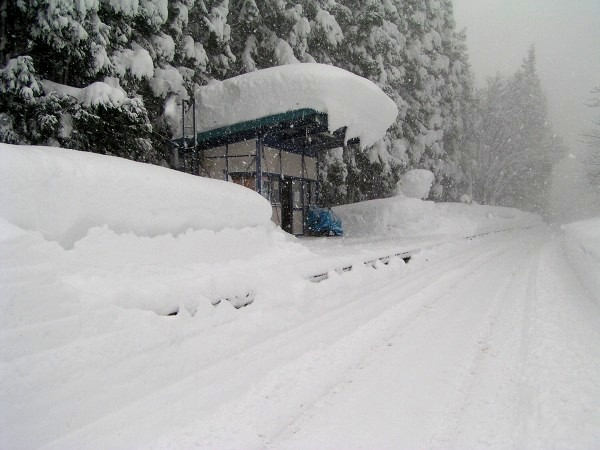
冬天的漆山站（2005年12月）

漆山站（日语：／ Urushiyama eki */?）是位於岐阜縣飛驒市神岡町西漆山，神岡鐵道的神岡線車站（廢站）。

## 歷史
- 1966年（昭和41年）10月6日 - 日本國有鐵道（國鐵）神岡線西漆山站啟用[1]。當時為客運車站[1]。
- 1984年（昭和59年）10月1日 - 神岡鐵道繼承神岡線[1]。同時改名為漆山站。
- 2006年（平成18年）12月1日 - 車站廢除。

## 車站構造
截至車站廢除前，車站是一座地面車站，設有1面1線的單式月台。此站是無人車站。月台上設有小型候車室和壽老人木像。在車站啟用當初，站名標上方設有照明。

## 車站周邊
車站附近設有高原川和國道41號，該國道和河流與神岡線並行。國道在河流對面岸行走。車站與國道之間設有鐵橋連接。車站附近設有西漆山的村落，該處設有正眼寺和白山神社。在車站對面岸設有東漆山村落和牧場。對面的村落規模沒有西漆山大。
車站東北方1公里處設有一個名為「土」（日语：／）的地方。該處是高原川和蹟津川匯合處。在此站至茂住站之間，列車會途經茂住隧道。

## 相鄰車站
神岡鐵道
神岡線
茂住－漆山－神岡礦山前

## 注腳
1. 1 2 3 4  石野哲（編）. . JTB. 1998: 172. ISBN 978-4-533-02980-6 （日语）.